# Liste der Nummer-eins-Hits in Norwegen (2017)
Diese Liste der Nummer-eins-Hits basiert auf der offiziellen norwegischen VG-Lista (Top 40 Singles und Alben) im Jahr 2017, veröffentlicht durch IFPI Norwegen.

## Singles
| ← 2016 ← | Liste der Nummer-eins-Hits in Norwegen | Liste der Nummer-eins-Hits in Norwegen              | Liste der Nummer-eins-Hits in Norwegen                                                             | 2018 → |
| \| Zeitraum \| Wo. ges. \| Interpret \| Titel Autor(en) \| Zusätzliche Informationen \| \| (Zeitraum, Wochen auf Platz eins, Interpret, Titel, Autor[en], zusätzliche Informationen) \| \| \| \| \| \| ----------------------------------------------------------------------------------------- \| -------- \| --------------------------------------------------- \| -------------------------------------------------------------------------------------------------- \| ------------------------------------------------------------------------------------------------------------------------- \| \| 49. Woche 2016 – 1. Woche 2017 5 Wochen (insgesamt 5) \| 5 \| Alan Walker \| Alone Alan Walker, Jesper Borgen, Jonnali Mikaela Parmenius, Mood Melodies, Gunnar Greve \| – \| \| 2.–7. Woche 6 Wochen \| 6 \| Ed Sheeran \| Shape of You Luis Rodríguez, Erika Ender, Ramón Ayala, Justin Bieber, Jason Boydd, Marty James \| – \| \| 8.–15. Woche 8 Wochen \| 8 \| Kygo & Selena Gomez \| It Ain’t Me Kyrre Gørvell-Dahll, Selena Gomez, Andrew Wotman, Brian Lee, Ali Tamposi \| – \| \| 16. Woche 1 Woche \| 1 \| Clean Bandit feat. Zara Larsson \| Symphony Jack Patterson, Ammar Malik, Ina Wroldsen, Steve McCutcheon \| – \| \| 17. Woche 1 Woche \| 1 \| Temur & Hkeem \| Fy faen Temur Ahmed, Abdulhakim Hassane \| Die Verwendung des Liedes im Soundtrack der Fernsehserie Skam bescherte dem norwegischen Duo einen überraschenden Hit.[1] \| \| 18.–33. Woche 16 Wochen \| 16 \| Luis Fonsi & Daddy Yankee feat. Justin Bieber \| Despacito (Remix) Luis Rodríguez, Erika Ender, Ramón Ayala, Justin Bieber, Jason Boyd, Marty James \| – \| \| 34. Woche 1 Woche \| 1 \| Justin Bieber & BloodPop \| Friends Justin Bieber, Julia Michaels, Michael Diamond, Justin Tranter \| – \| \| 35.–37. Woche 3 Wochen \| 3 \| Astrid S \| Think Before I Talk \| – \| \| 38.–45. Woche 8 Wochen \| 8 \| Post Malone feat. 21 Savage \| Rockstar Austin Post, Shayaa Abraham-Joseph, Louis Bell, Olufunmibi Awoshiley \| – \| \| 46.–49. Woche 4 Wochen \| 4 \| Alan Walker feat. Noah Cyrus & Digital Farm Animals \| All Falls Down Sarah Blanchard, Alan Walker, Rick Boardman, Pablo Bowman, Anders Froen, Nick Gale \| – \| \| 50. Woche 1 Woche (insgesamt 9) \| 9 \| Mariah Carey \| All I Want for Christmas Is You Walter N. Afanasieff, Mariah Carey \| – \| \| 51. Woche 1 Woche (insgesamt 3) \| 3 \| Eminem feat. Ed Sheeran \| River Marshall Mathers, Emile Haynie, Ed Sheeran \| – \| \| 52. Woche 1 Woche \| 1 \| Maria Mena \| Home for Christmas Maria Mena, Martin Sjølie \| – \| |                                        |                                                     | | |
| ← 2016 |                                        |                                                     | | → 2018 → |
| Zeitraum | Wo. ges.                               | Interpret                                           | Titel Autor(en)                                                                                    | Zusätzliche Informationen                                                                                              |
| (Zeitraum, Wochen auf Platz eins, Interpret, Titel, Autor[en], zusätzliche Informationen) |                                        |                                                     | | |
| 49. Woche 2016 – 1. Woche 2017 5 Wochen (insgesamt 5) | 5                                      | Alan Walker                                         | Alone Alan Walker, Jesper Borgen, Jonnali Mikaela Parmenius, Mood Melodies, Gunnar Greve           | – |
| 2.–7. Woche 6 Wochen | 6                                      | Ed Sheeran                                          | Shape of You Luis Rodríguez, Erika Ender, Ramón Ayala, Justin Bieber, Jason Boydd, Marty James     | – |
| 8.–15. Woche 8 Wochen | 8                                      | Kygo & Selena Gomez                                 | It Ain’t Me Kyrre Gørvell-Dahll, Selena Gomez, Andrew Wotman, Brian Lee, Ali Tamposi               | – |
| 16. Woche 1 Woche | 1                                      | Clean Bandit feat. Zara Larsson                     | Symphony Jack Patterson, Ammar Malik, Ina Wroldsen, Steve McCutcheon                               | – |
| 17. Woche 1 Woche | 1                                      | Temur & Hkeem                                       | Fy faen Temur Ahmed, Abdulhakim Hassane                                                            | Die Verwendung des Liedes im Soundtrack der Fernsehserie Skam bescherte dem norwegischen Duo einen überraschenden Hit. |
| 18.–33. Woche 16 Wochen | 16                                     | Luis Fonsi & Daddy Yankee feat. Justin Bieber       | Despacito (Remix) Luis Rodríguez, Erika Ender, Ramón Ayala, Justin Bieber, Jason Boyd, Marty James | – |
| 34. Woche 1 Woche | 1                                      | Justin Bieber & BloodPop                            | Friends Justin Bieber, Julia Michaels, Michael Diamond, Justin Tranter                             | – |
| 35.–37. Woche 3 Wochen | 3                                      | Astrid S                                            | Think Before I Talk                                                                                | – |
| 38.–45. Woche 8 Wochen | 8                                      | Post Malone feat. 21 Savage                         | Rockstar Austin Post, Shayaa Abraham-Joseph, Louis Bell, Olufunmibi Awoshiley                      | – |
| 46.–49. Woche 4 Wochen | 4                                      | Alan Walker feat. Noah Cyrus & Digital Farm Animals | All Falls Down Sarah Blanchard, Alan Walker, Rick Boardman, Pablo Bowman, Anders Froen, Nick Gale  | – |
| 50. Woche 1 Woche (insgesamt 9) | 9                                      | Mariah Carey                                        | All I Want for Christmas Is You Walter N. Afanasieff, Mariah Carey                                 | – |
| 51. Woche 1 Woche (insgesamt 3) | 3                                      | Eminem feat. Ed Sheeran                             | River Marshall Mathers, Emile Haynie, Ed Sheeran                                                   | – |
| 52. Woche 1 Woche | 1                                      | Maria Mena                                          | Home for Christmas Maria Mena, Martin Sjølie                                                       | – |

## Alben
| ← 2016 ← | Liste der Nummer-eins-Hits in Norwegen | Liste der Nummer-eins-Hits in Norwegen | Liste der Nummer-eins-Hits in Norwegen | 2018 →                    |
| \| Zeitraum \| Wo. ges. \| Interpret \| Titel \| Zusätzliche Informationen \| \| (Zeitraum, Wochen auf Platz eins, Interpret, Titel, zusätzliche Informationen) \| \| \| \| \| \| ------------------------------------------------------------------------------ \| -------- \| ------------------ \| -------------------------------------- \| ------------------------- \| \| 1.–2. Woche 2 Wochen (insgesamt 8) \| 8 \| The Weeknd \| Starboy \| – \| \| 3. Woche 1 Woche (insgesamt 3) \| 3 \| Sia \| This Is Acting \| – \| \| 4.–7. Woche 4 Wochen (insgesamt 8) \| 8 \| The Weeknd \| Starboy \| – \| \| 8.–9. Woche 2 Wochen \| 2 \| (Soundtrack) \| Fifty Shades Darker \| – \| \| 10.–22. Woche 13 Wochen (insgesamt 18) \| 18 \| Ed Sheeran \| ÷ \| – \| \| 23. Woche 1 Woche \| 1 \| Roger Waters \| Is This The Life We Really Want? \| – \| \| 24.–25. Woche 2 Wochen (insgesamt 18) \| 18 \| Ed Sheeran \| ÷ \| – \| \| 26.–29. Woche 4 Wochen \| 4 \| Imagine Dragons \| Evolve \| – \| \| 30. Woche 1 Woche \| 1 \| Lana Del Rey \| Lust for Life \| – \| \| 31.–33. Woche 3 Wochen \| 3 \| DJ Khaled \| Grateful \| – \| \| 34. Woche 1 Woche (insgesamt 18) \| 18 \| Ed Sheeran \| ÷ \| – \| \| 35.–36. Woche 2 Wochen (insgesamt 3) \| 3 \| XXXTentacion \| 17 \| – \| \| 37. Woche 1 Woche \| 1 \| Susanne Sundfør \| Music for People in Trouble \| – \| \| 38. Woche 1 Woche \| 1 \| Foo Fighters \| Concrete and Gold \| – \| \| 39. Woche 1 Woche (insgesamt 3) \| 3 \| XXXTentacion \| 17 \| – \| \| 40. Woche 1 Woche (insgesamt 18) \| 18 \| Ed Sheeran \| ÷ \| – \| \| 41.–44. Woche 4 Wochen (insgesamt 5) \| 5 \| Cezinando \| Noen ganger og andre \| – \| \| 45. Woche 1 Woche \| 1 \| Sam Smith \| The Thrill of It All \| – \| \| 47. Woche 1 Woche (insgesamt 5) \| 5 \| Cezinando \| Noen ganger og andre \| – \| \| 48. Woche 1 Woche \| 1 \| Marcus & Martinus \| Moments \| – \| \| 49.–50. Woche 2 Wochen (insgesamt 29) \| 29 \| Kurt Nilsen & KORK \| Have Yourself a Merry Little Christmas \| – \| \| 51. Woche 1 Woche (insgesamt 2) \| 2 \| Eminem \| Revival \| – \| \| 52. Woche 1 Woche (insgesamt 29) \| 29 \| Kurt Nilsen & Kork \| Have Yourself a Merry Little Christmas \| – \| |                                        |                                        |                                        |                           |
| ← 2016 |                                        |                                        |                                        | → 2018 →                  |
| Zeitraum | Wo. ges.                               | Interpret                              | Titel                                  | Zusätzliche Informationen |
| (Zeitraum, Wochen auf Platz eins, Interpret, Titel, zusätzliche Informationen) |                                        |                                        |                                        |                           |
| 1.–2. Woche 2 Wochen (insgesamt 8) | 8                                      | The Weeknd                             | Starboy                                | –                         |
| 3. Woche 1 Woche (insgesamt 3) | 3                                      | Sia                                    | This Is Acting                         | –                         |
| 4.–7. Woche 4 Wochen (insgesamt 8) | 8                                      | The Weeknd                             | Starboy                                | –                         |
| 8.–9. Woche 2 Wochen | 2                                      | (Soundtrack)                           | Fifty Shades Darker                    | –                         |
| 10.–22. Woche 13 Wochen (insgesamt 18) | 18                                     | Ed Sheeran                             | ÷                                      | –                         |
| 23. Woche 1 Woche | 1                                      | Roger Waters                           | Is This The Life We Really Want?       | –                         |
| 24.–25. Woche 2 Wochen (insgesamt 18) | 18                                     | Ed Sheeran                             | ÷                                      | –                         |
| 26.–29. Woche 4 Wochen | 4                                      | Imagine Dragons                        | Evolve                                 | –                         |
| 30. Woche 1 Woche | 1                                      | Lana Del Rey                           | Lust for Life                          | –                         |
| 31.–33. Woche 3 Wochen | 3                                      | DJ Khaled                              | Grateful                               | –                         |
| 34. Woche 1 Woche (insgesamt 18) | 18                                     | Ed Sheeran                             | ÷                                      | –                         |
| 35.–36. Woche 2 Wochen (insgesamt 3) | 3                                      | XXXTentacion                           | 17                                     | –                         |
| 37. Woche 1 Woche | 1                                      | Susanne Sundfør                        | Music for People in Trouble            | –                         |
| 38. Woche 1 Woche | 1                                      | Foo Fighters                           | Concrete and Gold                      | –                         |
| 39. Woche 1 Woche (insgesamt 3) | 3                                      | XXXTentacion                           | 17                                     | –                         |
| 40. Woche 1 Woche (insgesamt 18) | 18                                     | Ed Sheeran                             | ÷                                      | –                         |
| 41.–44. Woche 4 Wochen (insgesamt 5) | 5                                      | Cezinando                              | Noen ganger og andre                   | –                         |
| 45. Woche 1 Woche | 1                                      | Sam Smith                              | The Thrill of It All                   | –                         |
| 47. Woche 1 Woche (insgesamt 5) | 5                                      | Cezinando                              | Noen ganger og andre                   | –                         |
| 48. Woche 1 Woche | 1                                      | Marcus & Martinus                      | Moments                                | –                         |
| 49.–50. Woche 2 Wochen (insgesamt 29) | 29                                     | Kurt Nilsen & KORK                     | Have Yourself a Merry Little Christmas | –                         |
| 51. Woche 1 Woche (insgesamt 2) | 2                                      | Eminem                                 | Revival                                | –                         |
| 52. Woche 1 Woche (insgesamt 29) | 29                                     | Kurt Nilsen & Kork                     | Have Yourself a Merry Little Christmas | –                         |

## Belege
1. ↑  Thomas Talseth: «Fy faen», for en suksess. In: VG.no. 20. April 2017, abgerufen am 29. April 2017.

Siehe auch: Nummer-eins-Hits 2017 in  Australien, Belgien, Brasilien, Bulgarien, Dänemark, Deutschland, Finnland, Frankreich, Griechenland, Irland, Italien, Japan, Kanada, Kolumbien, Kroatien, Malaysia, Mexiko, Neuseeland, den Niederlanden, Österreich, Polen, Portugal, Schweden, der Schweiz, Slowakei, Spanien, Südkorea, Tschechien, Ungarn, den Vereinigten Staaten und im Vereinigten Königreich.